# Sjevernočakavski dijalekt
Sjevernočakavski ili ekavski čakavski dijalekt je jedan od dijalekata čakavskog narječja.
Govori se na području sjeverno od srednjočakavskog dijalekta: u istočnoj Istri, okolici Žminja i Pazina, u Primorju do Bakra, na Cresu i sjevernom Lošinju.
Govor Rijeke je nekada pripadao ovom dijalektu, ali se pod utjecajem doseljavanja i štokavskog razvio gradski govor Rijeke koji je izgubio većinu čakavskih osobina.
U ovom dijalektu jat je postao u e, a samo iznimno ponegdje i (npr. divõjka).
Dijelekt se sastoji od četiri poddijalekta; otočnog (Cres) i dio Malog Lošinja), primorskog (Opatija i okolica Rijeke), sjeveroistočnog istarskog (prijelaz prema Učki) i središnjeg istarskog (okolica Pazina, Žminja i Labina).